# صنعت آذوقه رسانی

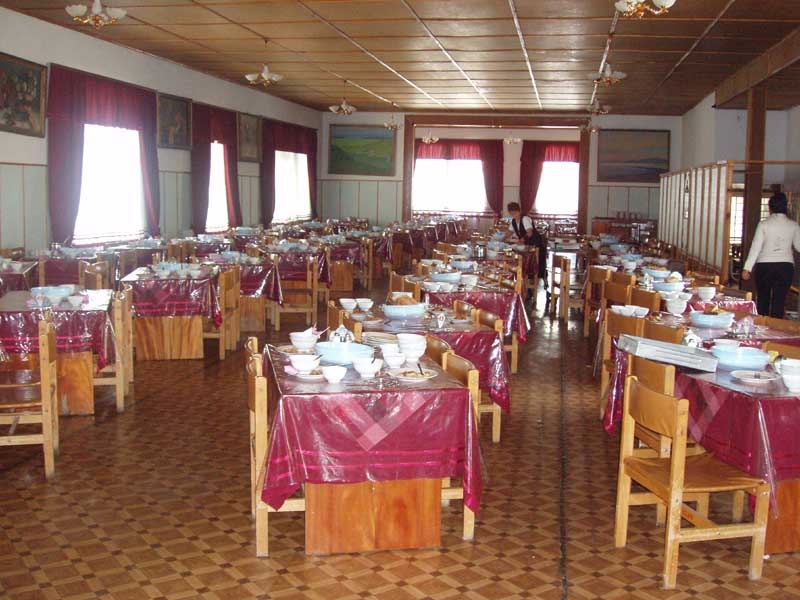
صنعت آذوقه رسانی

صنعت آذوقه رسانی (انگلیسی ایالات متحده) یا صنعت پذیرایی/کیترینگ (انگلیسی بریتانیا) شامل مشاغل، مؤسسات و شرکت‌هایی است که غذا را در خارج از خانه تهیه می‌کنند. این صنعت شامل رستوران‌ها ، کافه تریاهای مدرسه و بیمارستان‌ها، و بسیاری اشکال دیگر است.
تأمین کنندگان اپراتورهای صنعت آذوقه رسانی، توزیع کنندگان صنعت آذوقه رسانی هستند که اجناس کوچک (ظروف آشپزخانه) و مواد غذایی را تهیه می‌کنند. برخی از شرکت‌ها محصولات را در دو نوع برای مصرف‌کننده و برای خدمات غذایی تولید می‌کنند. نسخه مصرف‌کننده معمولاً در بسته‌هایی با اندازه‌های فردی با برچسبی با عنوان: برای خرده‌فروشی عرضه می‌شود. در مقیاس صنعتی غدا در اندازه ای بسیار بزرگتر بسته‌بندی می‌شود و اغلب فاقد برچسب‌هایی با طرح‌های رنگارنگ است که در نسخه مصرف‌کننده دیده می‌شود.

## آمار
سیستم غذایی، که شامل خدمات غذا و خرده‌فروشی مواد غذایی می‌شود، معادل ۱٫۲۴ تریلیون دلار غذا در سال ۲۰۱۰ در ایالات متحده عرضه کرد که ۵۹۴ میلیارد دلار آن توسط تأسیسات صنایع آذوقه رسانی تأمین شد. USDA (وزارت کشاورزی ایالات متحده آمریکا) هر مکانی را که غذا را برای مصرف فوری در محل آماده می‌کند، به عنوان صنایع آذوقه رسانی تعریف می‌کند. این تعریف مکان‌هایی که عمدتاً درگیر توزیع وعده‌های غذایی نیستند را نیز در بر می‌گیرد، مانند امکانات تفریحی و فروشگاه‌های خرده فروشی.
طبق گزارش انجمن ملی رستوران‌های ایالات متحده، ۶۶ درصد از مصرف‌کنندگان آمریکایی در سال ۲۰۱۵ در مقایسه با سال ۲۰۱۰ بیشتر از غذاهای جهانی می‌خورند، ۸۰ درصد از مصرف‌کنندگان حداقل یک بار در ماه غذاهای «قومی» می‌خورند، و ۲۹٪ از مصرف‌کنندگان در سال گذشته غذاهای «قومی» جدید را امتحان کرده‌اند.
ظرفیت بازار توزیع کنندگان صنایع آذوقه رسانی در سال ۲۰۱۵ به میزان ۲۳۱ میلیارد دلار در ایالات متحده تخمین زده شده‌است.